# Acuario de Vancouver
El Acuario de Vancouver (en inglés: Vancouver Aquarium; oficialmente el Vancouver Aquarium Marine Science Centre) es un acuario público ubicado en el parque Stanley en Vancouver, Columbia Británica, al oeste de Canadá. Además de ser un gran atractivo turístico de Vancouver, el acuario es un centro para la investigación marina, la conservación y rehabilitación de animales marinos. El Acuario de Vancouver fue una de las primeras instalaciones en incorporar a los naturalistas profesionales en las galerías para interpretar comportamientos animales. Antes de esto, en la  London Zoo Fish House, los naturalistas James S. Bowerbank, el Dr. E Lankester, el Sr. D. Mitchell y Philip Henry Gosse (el creador de la palabra acuario) habían celebrado con regularidad eventos a "puertas abiertas", siendo el Acuario de Vancouver el primero en emplear a los naturalistas con fines educativos sobre una base a tiempo completo. 